# Астхік
А́стхік (від вірм. «աստղիկ» — зірочка) — у вірменській міфології богиня (дицуї) плотської любові і води, кохана Вахагна. За легендою, після любовних зустрічей Астхік і Ваагна йшов дощ, живлячи поля і сади, приносячи людям рясний урожай. Її головний храм, розташований в Аштишаті (на північ від сучасного міста Муш в Туреччині), називався «спальня Вахагна». Можливо, спочатку Астхік і Анахіт — два імені однієї і тієї ж богині родючості, любові і води.
Ім'я Астхік сходить до символу богині — планети Венера. Надалі Анахіт і Астхік стали самостійними божествами. Згідно з міфами, Астхік, надзвичайна красуня, кожну ніч купалася в Ефраті там, де він тече по вузькій кам'янистій ущелині (місцевість Гургура, «гуркіт»). Щоб милуватися голою богинею, юнаки запалювали вогні на горі Дагонац (Таронська гора, в межах сучасної Туреччини). Захищаючи себе від чужих поглядів, Астхік покривала туманом усю Таронську долину. Згідно з іншими міфами (які виникли, ймовірно, після поширення християнства), Астхік — дочка Ксісутра ( Ноя), народжена після всесвітнього потопу. Після смерті Ксісутра спалахнула війна за владу над всесвітом між його синами Зрваном, Титаном і Япетосом. Астхік вмовляє їх припинити чвари. Титан і Япетос визнають владу Зрвана, але ставлять умовою винищення всіх його дітей чоловічої статі, щоб нащадки Зрвана не панувати над ними. Після смерті двох синів Зрвана Астхік разом з його дружинами рятує інших, відправляючи їх на захід, на гору Дьюцнкец.
В епоху еллінізму Астхік ототожнювалася з Афродітою. Храми та місця вшанування Астхік перебували в Аштишаті, в області Андзевацік на горі Палати (на південний схід від озера Ван), в Артаметі на березі озера Ван та ін. За вірменським календарем в середині літа (в кінці старого року і на початку нового) влаштовувалося свято Вардавар (ймовірно, від «Вард», «троянда» або «вода»), в дар Астхік приносили троянди, випускали голубів, а учасники обряду кропили один одного водою.
Легенди розповідають про перетворення Астхік в рибу — добре збережені кам'яні рибоподібні статуї, звані вішапами, являють собою предмети культу Астхік.

## Ресурси Інтернета
- История Армении